# Европско првенство у атлетици у дворани 1976 — 800 метара за мушкарце
Такмичење у трци на 800 метара у мушкој конкуренцији на 7. Европском првенству у атлетици у дворани 1976. одршано је 22. и 22. фебруара 1976. године у Атлетском делу олимпијске хале у Минхену (Западна Немачка).
Титулу освојену у Гетеборгу 1973. није бранио Герхард Штоле из Источне Немачке.

## Земље учеснице
Учествовало је 10 атлетичара из 9 земаља.
1. Белгија (2)
2. Грчка (1)
3. Источна Немачка (1)
4. Италија (1)
5. Југославија(1)
6. Мађарска (1)
7. Уједињено Краљевство (1)
8. Шведска (1)
9. Чехословачка (1)

## Рекорди
| Рекорди пре почетка Европског првенства 1976.               | Рекорди пре почетка Европског првенства 1976. | Рекорди пре почетка Европског првенства 1976. | Рекорди пре почетка Европског првенства 1976. | Рекорди пре почетка Европског првенства 1976. | Рекорди пре почетка Европског првенства 1976. |
| ----------------------------------------------------------- | --------------------------------------------- | --------------------------------------------- | --------------------------------------------- | --------------------------------------------- | --------------------------------------------- |
| Светски рекорд                                              | Паул Хајнц Велман                             | Западна Немачка                               | 1:47,24                                       | Дортмунд, Западна Немачка                     | 7. фебруар 1976.                              |
| Европски рекорд                                             | Паул Хајнц Велман                             | Западна Немачка                               | 1:47,24                                       | Дортмунд, Западна Немачка                     | 7. фебруар 1976.                              |
| Рекорд европских првенства у дворани                        | Лучано Сушањ                                  | Југославија                                   | 1:48,07                                       | Гетеборг, Шведска                             | 10. март 1974.                                |
| Рекорди после завршеног Европског првенства у дворани 2021. |                                               |                                               |                                               |                                               |                                               |
| Нових рекорда није било                                     |                                               |                                               |                                               |                                               |                                               |

## Освајачи медаља
|                     |                            |                           |
| Иво Ван Дам Белгија | Јозеф Шмид Западна Немачка | Милован Савић Југославија |

## Резултати
У овој дисциплини такмичило се у два нивоа:квалификације и финале. Квалификације су одржане 21. фебруара. У финале су ишла су најбржа тројица из полуфиналниг група.
| Место | Група | Атлетичар               | Земља                | ЛР      | ЛРС | Резул.  | Бел.    |
| ----- | ----- | ----------------------- | -------------------- | ------- | --- | ------- | ------- |
| 1.    | 1     | Франсис Гонзалес        | Француска            | 1:49,17 |     | 1:49,8  | КВ, ЛРд |
| 2.    | 1     | Иво ван Дам             | Белгија              |         |     | '1:49,8 | КВ, ЛРд |
| 3.    | 1     | Милован Савић           | Југославија          |         |     | 1,50:0  | КВ, ЛРд |
| 4.    | 1     | Ладислав Карски         | Чекословачка         |         |     | 1:50,1  | ЛРд     |
| 5.    | 2     | Андраш Зинка            | Мађарска             | 1:48,50 |     | 1:50,01 | КВ      |
| 6.    | 2     | Јозеф Шмид              | Западна Немачка      |         |     | 1:50,9  | КВ      |
| 7.    | 2     | Роберт Хофд             | Белгија              |         |     | 1:50,9  | КВ      |
| 8.    | 2     | Карло Грипо             | Италија              |         |     | 1:50,7  |         |
| 9.    | 1     | Константинос Гаргаретас | Грчка                |         |     | 1:50,1  |         |
|       | 1     | Фил Луис                | Уједињено Краљевство |         |     | НЗТ     |         |

Подебљани лични рекорди су и национални рекорди земље коју такмичар представља

### Финале
| Пласман | Атлетичар        | Земља           | Резултат | Белешка |
| ------- | ---------------- | --------------- | -------- | ------- |
|         | Иво ван Дам      | Белгија         | 1:49,2   |         |
|         | Јозеф Шмид       | Западна Немачка | 1:49,9   |         |
|         | Милован Савић    | Југославија     | 1:49,9   |         |
| 4.      | Андраш Зинка     | Мађарска        | 1:50,4   |         |
| 5.      | Роберт Хофд      | Белгија         | 1:50,7   |         |
| 6.      | Франсис Гонзалес | Француска       | 1:50,9   |         |

## Укупни биланс медаља у трци на 800 метара за мушкарце после 7. Европског првенства у дворани 1970—1976.
|    | Земља                |   |   |   |    |
| -- | -------------------- | - | - | - | -- |
| 1. | Совјетски Савез      | 2 | 1 | 1 | 4  |
| 2. | Чехословачка         | 1 | 0 | 2 | 3  |
| 3. | Источна Немачка      | 1 | 1 | 0 | 2  |
| 4. | Француска            | 1 | 0 | 1 | 2  |
| 4. | Југославија          | 1 | 0 | 1 | 2  |
| 6. | Мађарска             | 0 | 1 | 0 | 1  |
| 6. | Шпанија              | 0 | 1 | 0 | 1  |
| 6. | Уједињено Краљевство | 0 | 1 | 0 | 1  |
| 9. | Пољска               | 0 | 0 | 1 | 1  |
|    | Укупно {10}          | 6 | 6 | 6 | 18 |

|    | Атлетичар        | Земља           |   |   |   |   |
| 1. | Јевгениј Аржанов | Совјетски Савез | 2 | 0 | 0 | 2 |
| -- | ---------------- | --------------- | - | - | - | - |
| 2. | Иво Ван Дам      | Белгија         | 1 | 1 | 0 | 2 |
| 3. | Јозеф Плахи      | Чехословачка    | 1 | 0 | 2 | 3 |
| 4. | Франсис Гонзалес | Француска       | 1 | 0 | 1 | 2 |